# شینیا آوکی
شینیا آوکی (انگلیسی: Shinya Aoki؛ زادهٔ ۹ مهٔ ۱۹۸۳) ورزشکار هنرهای رزمی ترکیبی و جودوکار اهل ژاپن است. وی از سال ۲۰۰۳ میلادی تاکنون مشغول فعالیت بوده‌است.